# Đấu Bá Tỷ
Đấu Bá Tỷ hay Đấu Bá Bỉ (chữ Hán: 鬬伯比), họ Mị (tức Hùng), là thủy tổ của thị tộc Đấu, lệnh doãn nước Sở đời Xuân Thu trong lịch sử Trung Quốc.

## Cuộc đời
Sở Nhược Ngao Hùng Nghi cưới vợ là con gái nước Vân, sanh ra Sở Tiêu Ngao Hùng Khảm, Đấu Bá Tỷ, Đấu Liêm, trở thành tổ của thị tộc Nhược Ngao. Sau khi Hùng Thông lên ngôi, bắt đầu đặt chức lệnh doãn, lấy Đấu Bá Tỷ nhiệm chức ấy, trong nước thì lo việc chính, ngoài nước thì lo việc binh.
Hùng Thông cường bạo thích chiến tranh, biết Chu Hoàn vương bị nước Trịnh đánh bại, thì sanh lòng muốn tiếm hiệu xưng vương. Đấu Bá Tỷ dâng lời rằng nước Sở bỏ vương hiệu đã lâu, muốn lấy lại thì phải dùng vũ lực chế phục chư hầu. Hùng Thông hỏi kế, ông cho rằng Tùy là mạnh nhất trong các nước Hán Đông, nếu nước Tùy thần phục nước Sở, ắt các nước ở lưu vực Hán Hoài sẽ nối nhau đến xin quy phục. Hùng Thông nghe theo, tự mình soái đại quân, đóng quân Vu Hà. Nước Sở phái đại phu Vĩ Chương đi mời nước Tùy đến hội thề. Nịnh thần Thiếu Sư của Tùy trúng kế kiêu binh của Bá Tỷ, khiến Tùy xem thường nước Sở. Mùa hạ năm 704 TCN, Hùng Thông mở hội thề ở Trầm Lộc , tham dự có các nước Ba, Dung, Bộc, Đặng, Giảo, La, Chẩn, Thân, Nhị, Vân, Giang, chỉ có Tùy và Hoàng là không đến. Hùng Thông phái Vĩ Chương trách mắng nước Hoàng, phái Khuất Hà đi đánh nước Tùy. Quân Tùy đại bại, Tùy hầu bỏ trốn, Nhung hữu Thiếu Sư bị Đấu Đan bắt được. Hùng Thông yêu cầu được tiến tước nhưng Chu Hoàn vương cự tuyệt, Hùng Thông tự lập làm Sở Vũ vương.
Cuối mùa xuân năm 699 TCN, Vũ vương sai Mạc ngao Khuất Hà làm tướng đi đánh nước La. Sau khi đưa tiến quân Sở lên đường, Bá Tỷ nói với Vũ vương: "Mạc ngao ắt bại. Chân nhấc cao tức là lòng không vững đấy!" rồi yêu cầu phái thêm quân. Vũ vương không hiểu, kể lại với phu nhân Đặng Mạn. Đặng Mạn chỉ ra Bá Tỷ có ý nói Khuất Hà thắng trận nên sinh lòng kiêu ngạo, chuyến này sẽ gặp bất lợi, Vũ vương cần phải chỉnh huấn ông ta. Vũ vương hiểu ra, vội phái người đuổi theo gọi về, thì quân Sở đã vượt qua Yên Thủy, sau đó quả nhiên đại bại. Trên đường lui quân, Khuất Hà tự vẫn.
Đấu Bá Tỷ mất, Tử Nguyên làm lệnh doãn. Đấu Ban giết Tử Nguyên, con trai của Bá Tỷ là Đấu Cốc Ư Đồ thay làm lệnh doãn.